# Behelfsbrücke

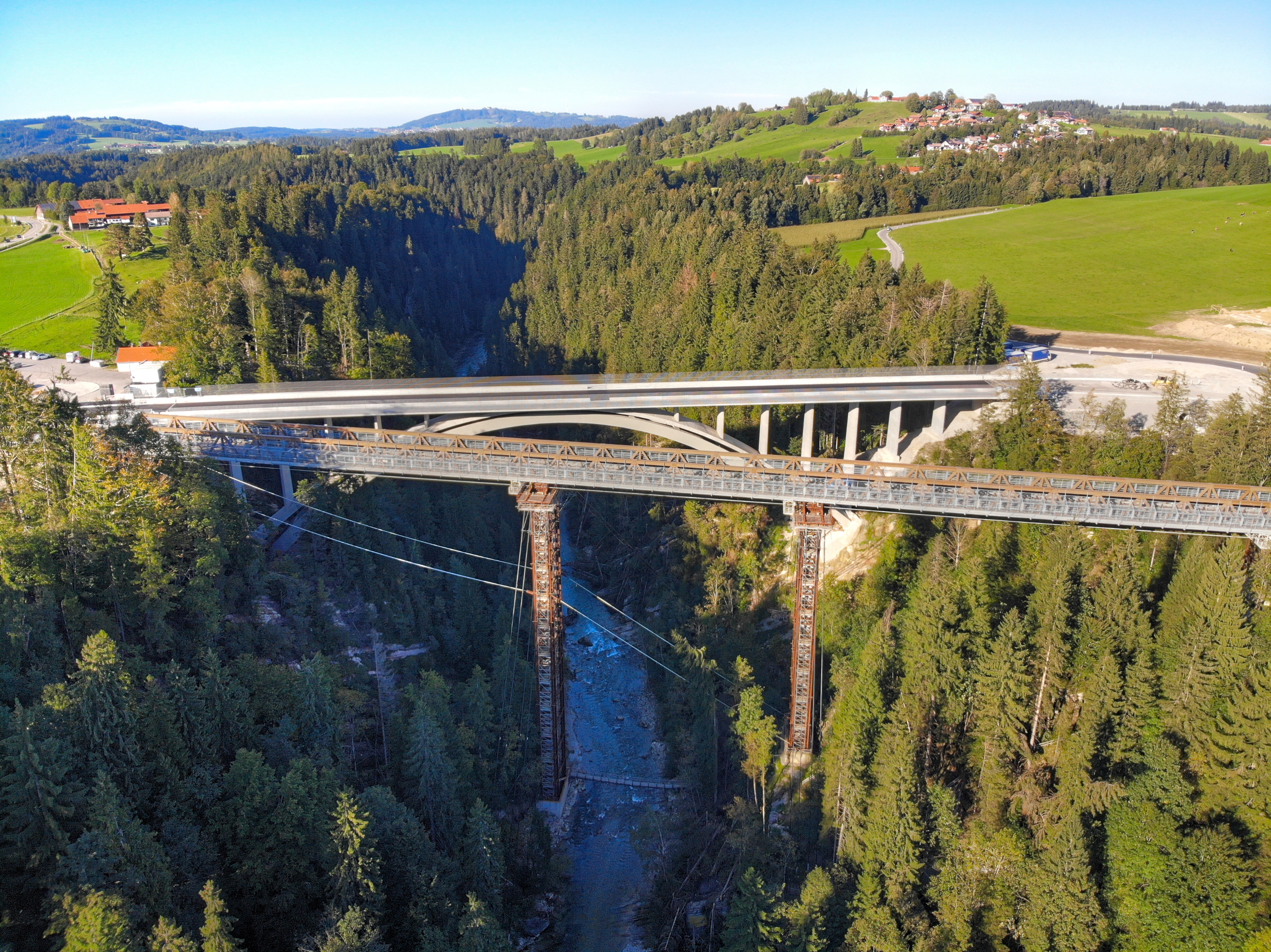
Behelfsbrücke neben der Echelsbacher Brücke damals Deutschlands größte Behelfsbrücke Luftaufnahme (2021)

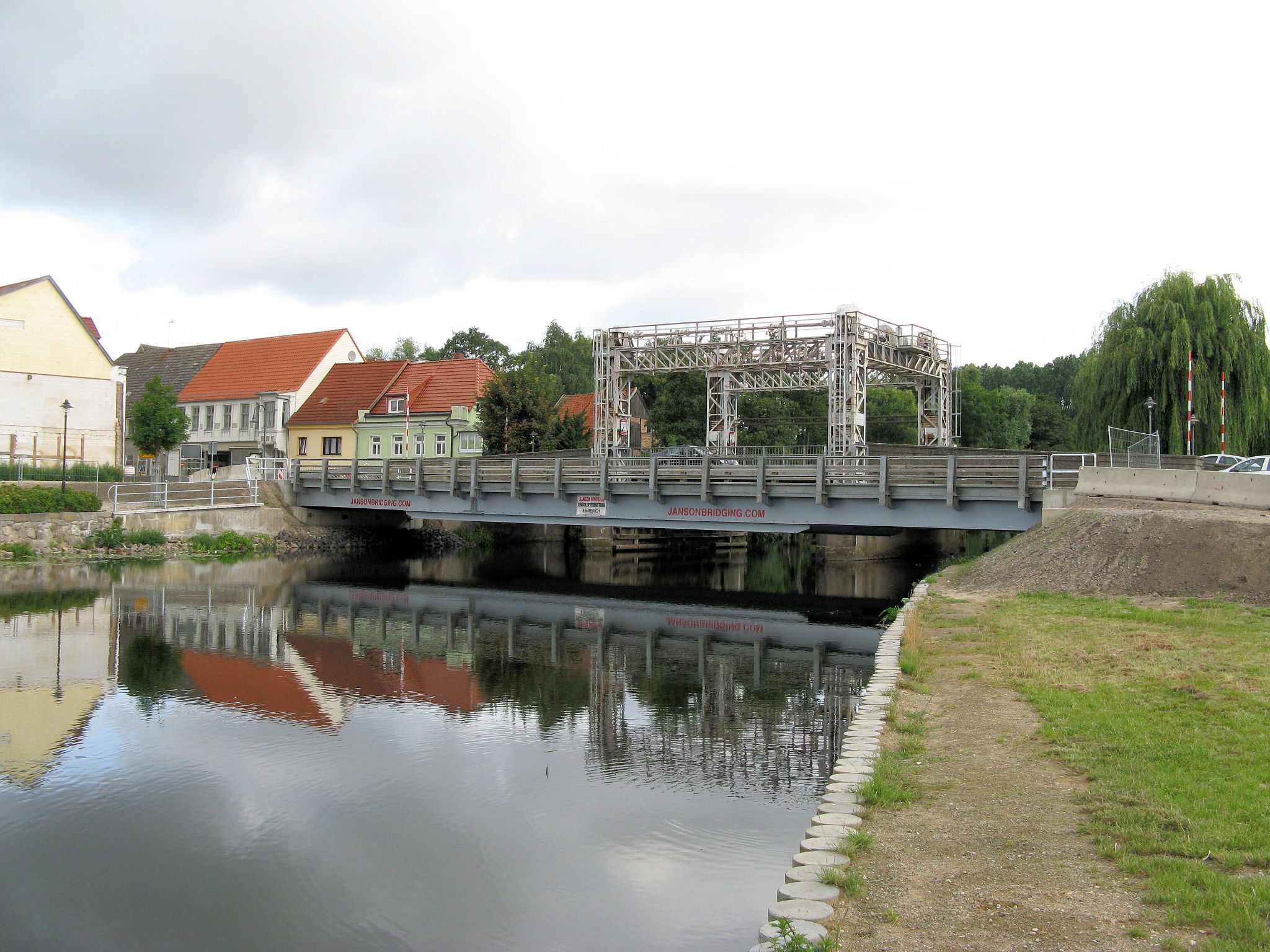
Behelfsbrücke vor der abgebauten und durch einen Neubau zu ersetzenden Hubbrücke in Schwaan

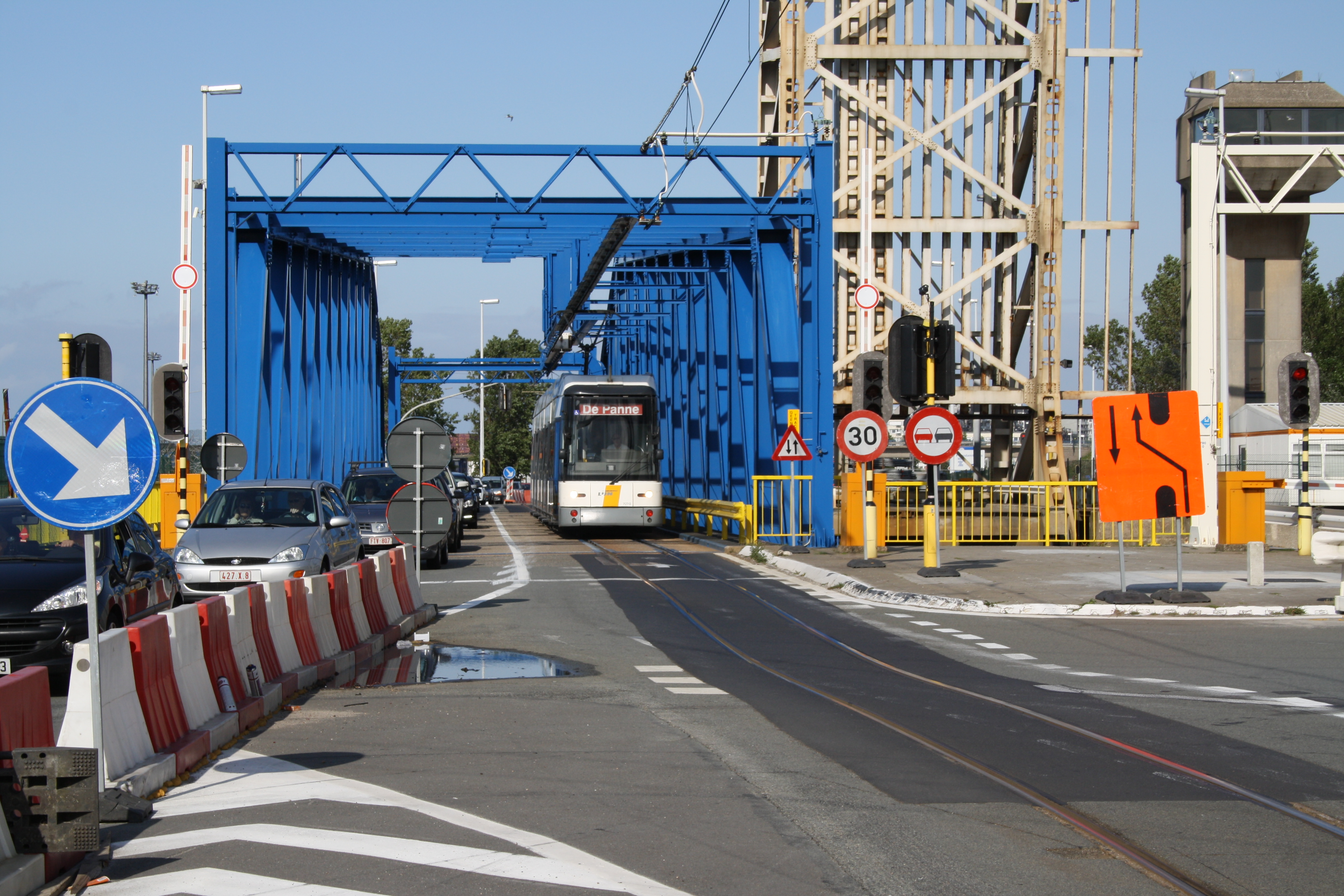
Straßenbahnzug auf einer ampelgesicherten Behelfs-Straßenbrücke in Zeebrugge, Belgien

Als Behelfsbrücke (auch Hilfsbrücke oder Notbrücke) wird eine Brücke bezeichnet, die nur vorübergehend für einen kürzeren Zeitraum errichtet wird. So werden, wenn der normale Übergang einer Brücke z. B. wegen Bauarbeiten nicht möglich ist, gelegentlich Behelfsbrücken errichtet, um Fußgängern und/oder Kraftfahrzeugen einen Übergang zu gewähren. In Einzelfällen werden oder wurden Behelfsbrücken auch dauerhaft eingesetzt, man spricht dann von Dauerbehelfsbrücken. Zur Errichtung von Behelfsbrücken können so genannte Brückengeräte verwendet werden, das sind meist vorgefertigte, einfach aufzubauende stählerne Fachwerküberbauten. Bezüglich der Unterbauten (z. B. Pfeiler) kommen dann häufig nicht wiederverwendbare einfache Konstruktionen zur Anwendung. Als Behelfsbrücke ist aber auch die Errichtung einer sonstigen einfachen Konstruktion, häufig aus Teilen von abgebrochenen Brücken möglich.
Nachdem der ursprüngliche Eiserne Steg in Regensburg 1945 gesprengt worden war, wurde auf die erhalten gebliebenen Widerlager eine ehemalige Kriegsbrücke der Wehrmacht, eine so genannte LZ-Brücke (leicht, zerlegbar), aufgesetzt. Diese ursprünglich nur als Provisorium gedachte Konstruktion existiert noch heute und steht mittlerweile unter Denkmalschutz.
Im militärischen Bereich spielen Behelfsbrücken in rückwärtigen Kampfgebieten eine Rolle um bei Zerstörungen regulärer Gewässerübergänge die Bewegungen der Truppe sicherzustellen. Diese Fähigkeit der Bundeswehr zum Bau derartiger Brücken spielte zum Beispiel bei der Katastrophenhilfe im Rahmen der Ahrtalkatastrophe 2021 eine große Rolle, wo mehrere zerstörte Übergänge über die Ahr im Hochwassergebiet durch solche Konstruktionen zeitweise ersetzt werden konnten.
Die ersten Behelfsbrücken wurden von Gustave Eiffel produziert.

## Typen von Brückengeräten
- Roth-Waagner-Brückengerät
- Schaper-Krupp-Reichsbahn
- Bailey-Brücke
- D-Brücke
- SS80-Brücke
- Straßenbrückengerät SB 30
- SE- und SKB-Brücken (Eisenbahn)
- ESB 66, Eisenbahn- und Straßen-Brücke der DDR mit maximal 66 m Stützweite
- Dornier Faltfestbrücke
- Faltschwimmbrücke
- Medium Girder Bridge
- Amphibisches Brücken- und Übersetzfahrzeug M2
- Amphibisches Brücken- und Übersetzfahrzeug M3
- Mabey-Johnson-Brücke